# Rudolf Kohn
Pour les articles homonymes, voir Kohn.
Rudolf Kohn (né le 11 février 1900 à Prague, Autriche-Hongrie et mort en 1942 à Auschwitz, Troisième Reich) était un photographe documentaire tchécoslovaque.

## Biographie
Photographe social, il a par exemple photographié les plus pauvres, les mineurs et la culture du houblon, et est allé jusque dans les Carpates.
Habitant rue Kindermannova à Prague 9, il fut déporté le 14 décembre 1941 au camp de concentration de Theresienstadt (transport M, n°539 : 1020 déportés, 771 tués, 249 survivants). Le 15 janvier 1942, il fut transféré à Riga par la transport P, n°57 (1000 déportés, 984 tués, 16 survivants).

## Galerie

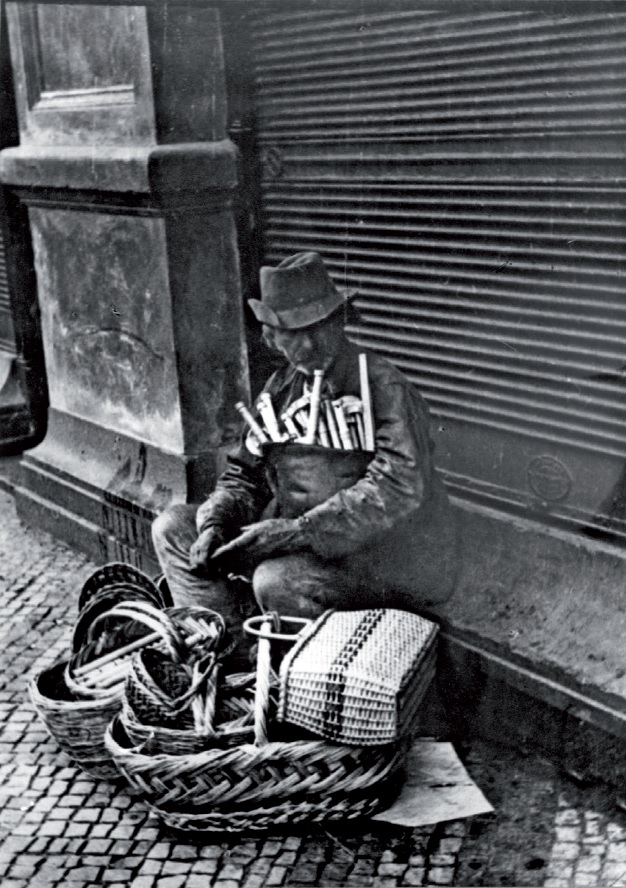
Photo attribuée à Rudolf Kohn

## Sources
- (cs) Cet article est partiellement ou en totalité issu de l’article de Wikipédia en tchèque intitulé « Rudolf Kohn » (voir la liste des auteurs).